# Törökország régiói

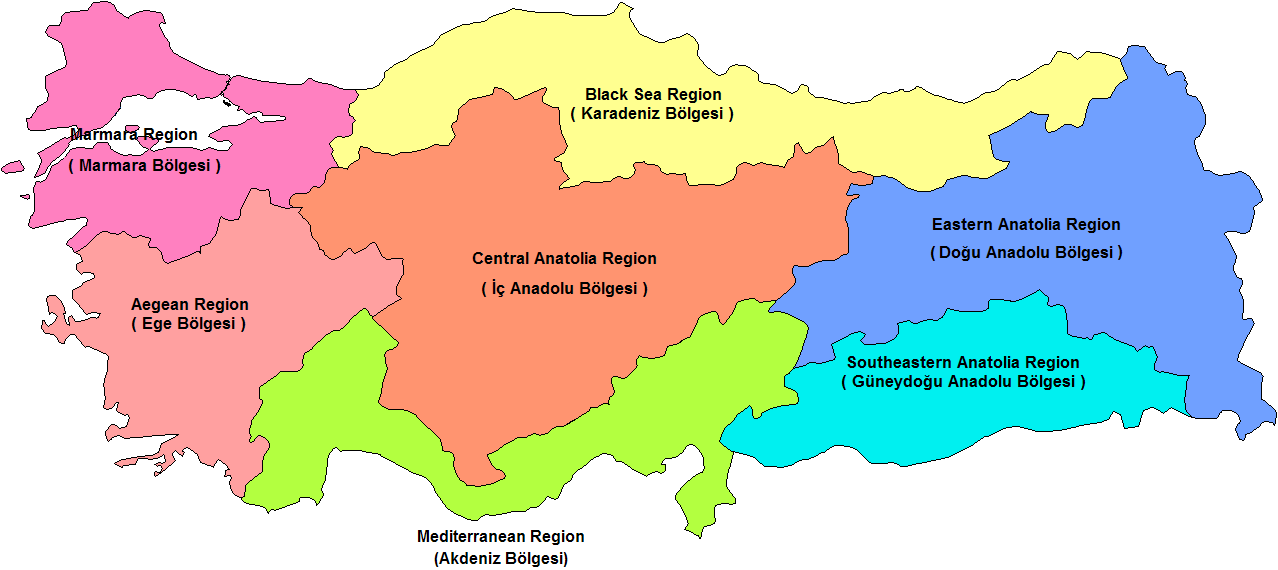
Törökország régiói

Törökországot hét régióra osztjuk, négy külső és három belső régióra, melyeket a táj jellege, klímája, talajszerkezete és vegetációja alapján hoztak létre. A külső régiók:  Fekete-tengeri régió (törökül Karadeniz), a Márvány-tengeri régió (Marmara), az   Égei-tengeri régió (Ege bölgesi) és Földközi-tengeri régió (Akdeniz). A három belső régió: Közép-anatóliai régió (İç Anadolu), Kelet-anatóliai régió (Doğu Anadolu) és Délkelet-anatóliai régió (Güneydoğu Anadolu).

## Fekete-tengeri régió

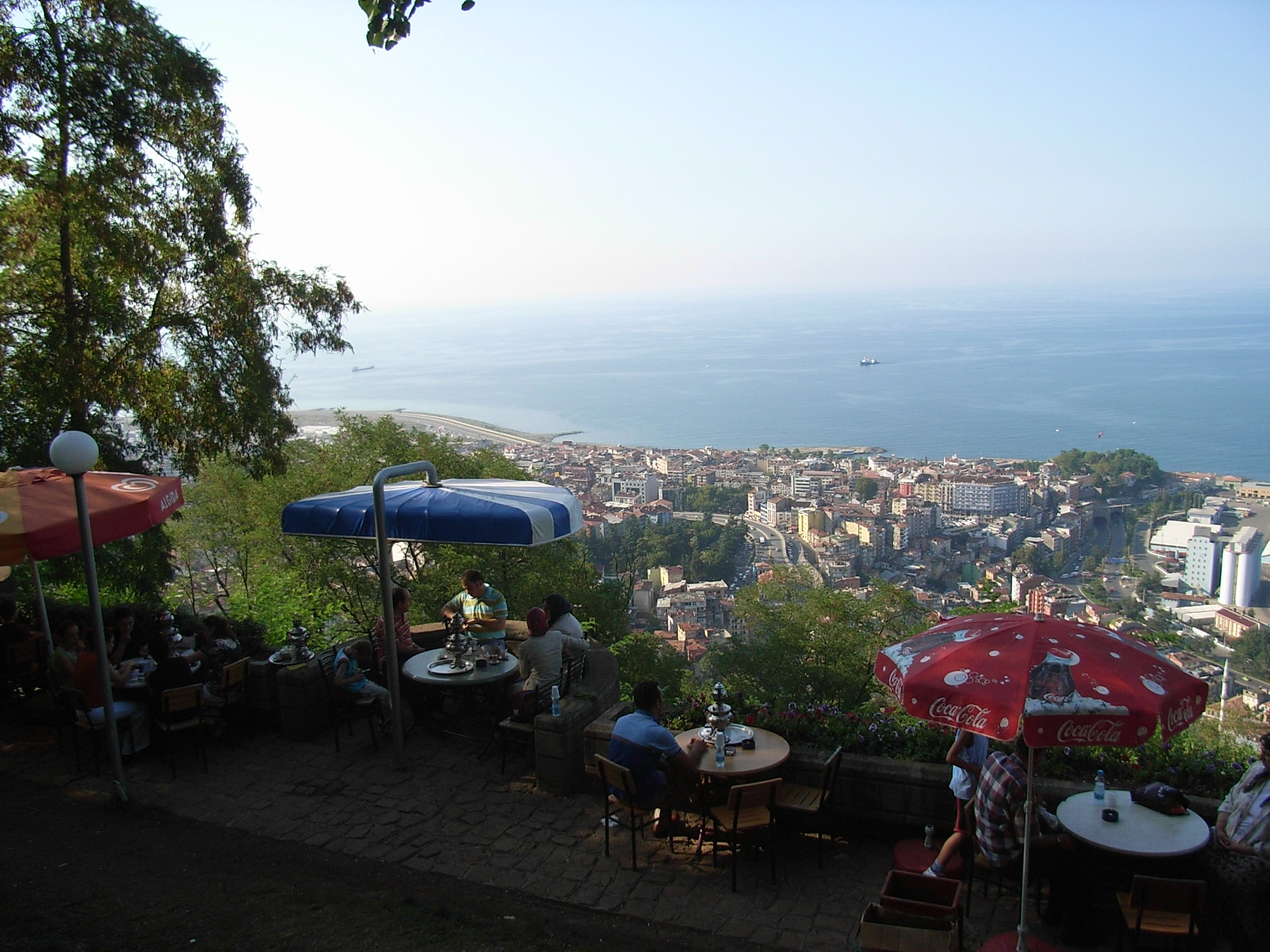
Trabzon városa kilátással a Fekete-tengerre

A Fekete-tengeri régió ( Karadeniz) meredek, tengerbe futó hegyoldalakból áll, folyókkal, melyek a Fekete-tengerbe torkollanak és a Pontidákból (Doğu Karadeniz Dağları) erednek. A tengerpartot szinte teljesen elzárja a belső anatóliai területektől a hatalmas hegylánc, átlagosan 1500-1800, néhol 3-4000 méteres magaslataival. Az északnyugati fekvésű hegyeket sűrű erdők borítják, lombhullató és örökzöld növények egyaránt megtalálhatóak itt. A hegyek déli (Anatóliára néző) oldala sivár növényzetű. A terület tájjellege miatt történelmét tekintve is élesen elhatárolódik Anatóliától.
Nyugat-keleti irányban, Zongultaktól Rizéig húzódik a termékeny karadenizi partvonal. A samsuni területen dohányt, tőle keletre, Trabzon környékén mogyorót, még keletebbre, Rizében pedig kiváló minőségű teát termesztenek. A nyugati részeke, Zonguldak környékén szenet bányásznak és itt a nehézipar is helyet kapott.

## Márvány-tengeri régió
A Márvány-tengeri régió (Marmara) Törökország európai területeit, illetve az azzal szemben fekvő ázsiai partvonalat foglalja magába. Ez a rész földművelés szempontjából igen termékeny, évente körülbelül 520 milliliter csapadékot kap.
Ez a régió sűrűn lakott, itt található az ország legnépesebb városa, Isztambul. A régiót a Boszporusz szeli ketté, mely összeköti a Márvány-tengert a Fekete-tengerrel. A Boszporusz (törökül Boğaziçi) kb. 25 kilométer hosszú és átlagosan másfél kilométer széles, de vannak olyan részei, ahol keskenyebb, mint 1000 méter. A partjai erdősek, több kisebb város és falu található itt elszórva. A Dardanellák, mely a Márvány-tengert az Égei-tengerrel köti össze, kb. 40 kilométer hosszú, dél felé egyre szélesedik. A dardanellák mentén kevesebb a település. Itt fekszik a Saros-öböl, a Gallipoli-félsziget közelében, mely tiszta strandjairól híres. Az öböl a búvárok kedvence, tengeri élővilágának gazdagsága miatt.
A régió legfontosabb völgyei a Kocaeli-völgy, a Bursa medence, a Trójai alföld. A bursai medence sűrűn lakott terület.

## Égei-tengeri régió

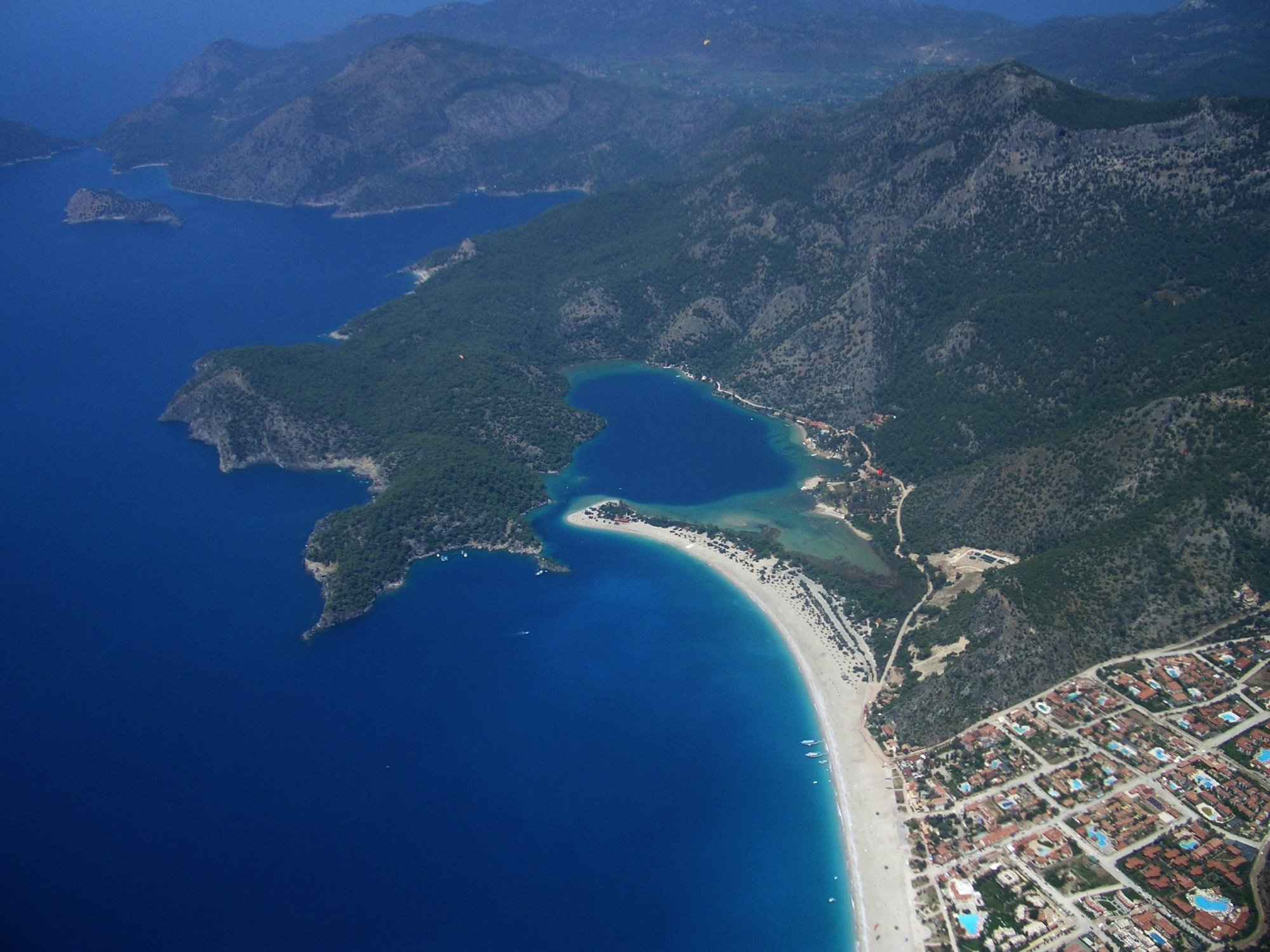
Ölüdeniz látképe Fethiye közelében.

Az Égei-tengeri régió (Ege) Anatólia nyugati oldalán fekszik, mediterrán éghajlat és jól művelhető, termékeny talaj jellemzi. A telek enyhék és csapadékosak, a nyarak forróak és szárazak.
A térség legnépesebb és legnagyobb városa İzmir, mely egyben az ország harmadik legnagyobb települése is. Fejlett az ipara és az ország második legnagyobb kikötőjével is büszkélkedhet (Isztambul után).
A régió egyik fő terméke az olajbogyó (olívabogyó) és az olívaolaj; ezek illetve a belőlük készített szappan és más kozmetikai termékek leghíresebb előállítói Ayvalık városa, Balıkesir, İzmir és Aydın tartományok.
A terület gazdag történelmi maradványokban, turisztikai látványosságokban és fürdőzőhelyekben, mint például Assos, Ayvalık, Bergama, Foça, İzmir, Çeşme, Szardisz, Epheszosz, Kuşadası, Didim, Milétosz, Bodrum, Marmaris, Datça és Fethiye.

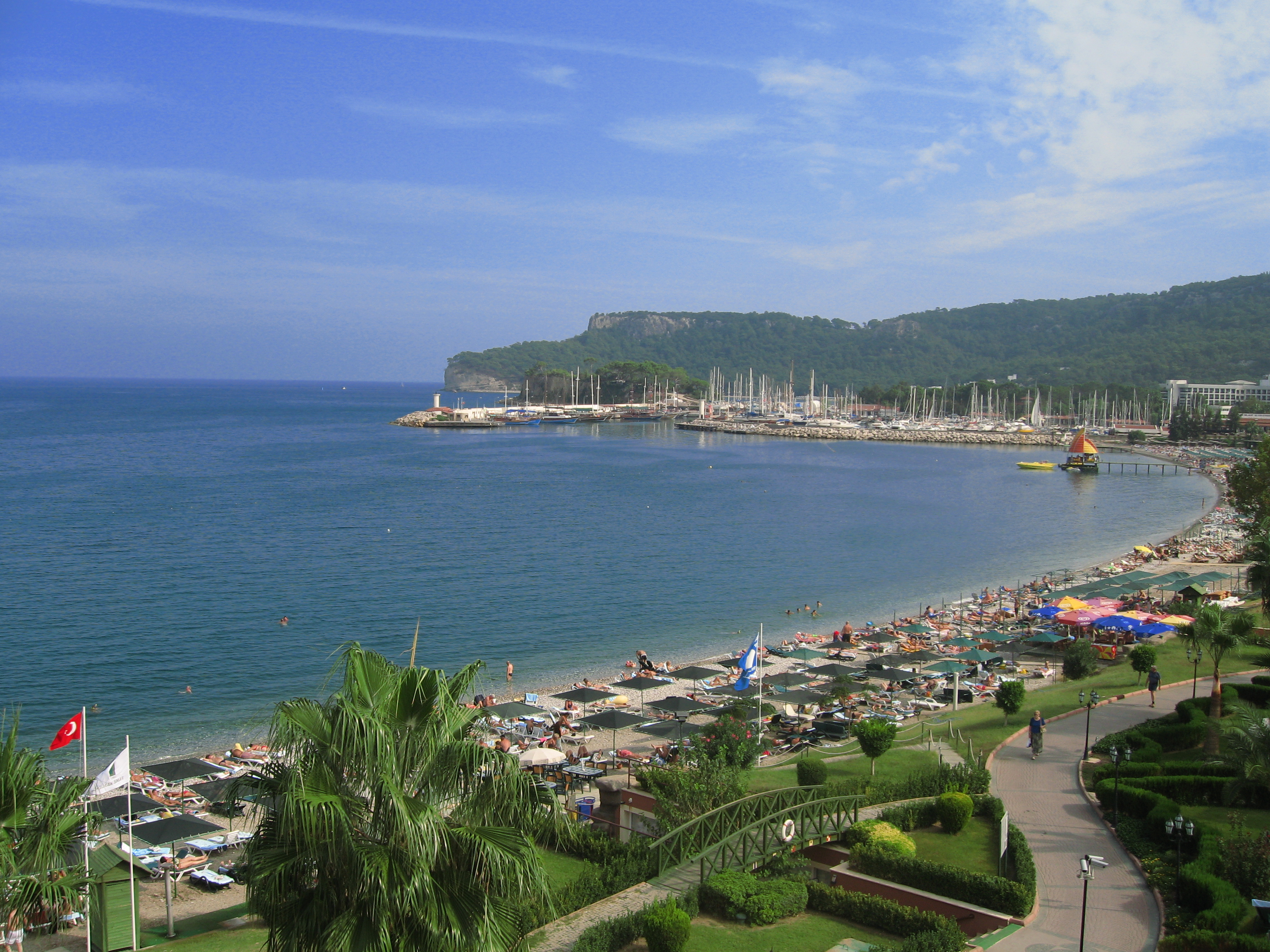
Kemer tengerpartja Antalya közelében a Török riviérán.

## Földközi-tengeri régió
A Földközi-tengeri régió (Akdeniz) keskeny, termékeny partvonala kiváló a mezőgazdaság számára. A területet az anatóliai fennsíkoktól a Toros-hegység láncolata választja el, mely helyenként 2000-2750 méter magas. A meleg éghajlatnak köszönhetően megteremnek itt a citrusfélék, a szőlő, a füge, a banán, a legtöbb zöldségféle, a búza, árpa, sőt még a rizs és a gyapot is. A mezőgazdaságilag legfejlettebb terület a Çukurova-alföld, ahol főként gyapotot termelnek, ami a helyi textilipar alapját képezi. A nyarak szárazak és forróak, a telek enyhék; a kedvező időjárás, és a térség homokos tengerpartja ideális hellyé teszi a régiót a turizmus számára.
Kelet felé haladva az Adanát körülvevő térségben főként az áradástól megmentett területeket művelik. Az Adanától keletre fekvő részek mészkőből állnak. Antalya és Adana között húzódik a Toros-hegység, mely elzárja a területet Anatóliától. A Toroson viszonylag kevés folyó tör keresztül. Adanán, Antalyán és Mersinen kívül a térségben nem nagyon vannak népesebb városok, bár sok a kisebb, mezőgazdaságból élő település. A térségbe tilos nehézipart telepíteni, így próbálják megőrizni a régió turisztikai szempontból is igen jelentős, tiszta tengervizét.

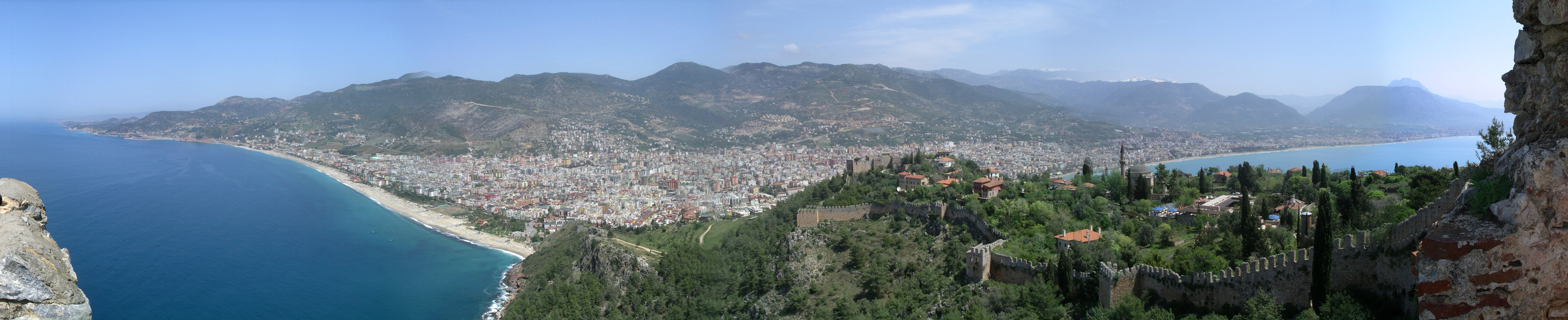
Alanya panorámaképe

## Közép-Anatólia

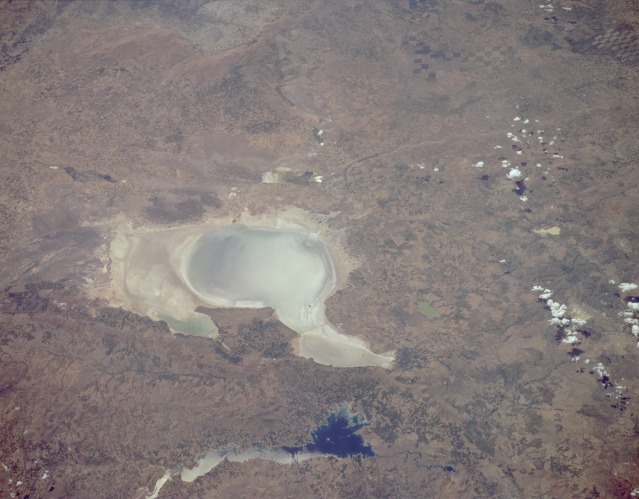
A Tuz-tó (Sós tó) a NASA légifelvételén; jól látszik a tó körül a lerakódott só.

A Közép-anatóliai régió (İç Anadolu) az Égei-tengeri régiótól húzódik kelet felé, egészen addig, amíg a két hegyvonulat találkozik. Az anatóliai száraz fennsíkok adják az ország szívét. A magasság itt átlagosan 600 és 1200 méter között váltakozik. A két legnagyobb fennsík a Konya-medence és a Tuz-tó medencéje. Erdő itt csak az északnyugati illetve északkeleti részeken található. A fő termény a búza. Termesztenek még árpát, kukoricát, gyümölcsféléket, szőlőt, mákot, cukornádat, rózsát és dohányt is. A területen elterjedt a legeltető állattenyésztés (főként juh és kecske).
Közép-Anatóliában kevés a csapadék, kb. 300 milliméter, ráadásul kiszámíthatatlan, ami sokszor megviseli a növénytermesztést. A túlzott legeltetés miatt a talajerózió egyre több kárt okoz. Nyaranta gyakran vannak porviharok a térségben. A nyarak rendkívül forróak és szárazak, a telek hidegek, sok hóval.

## Kelet- és Délkelet-Anatólia
A Kelet-anatóliai régió (Doğu Anadolu), ahol a Pontidák és a Toros-hegység összefut, magasan fekvő terület, kemény, hóban gazdag téllel és nagyobb csapadékmennyiséggel, mint a közép-anatóliai régióban. A terület hegyeinek magassága átlagosan 3000 méter. Az itteni hegyek többsége valószínűleg valaha aktív vulkán volt. Itt található Törökország legnagyobb tava, a Van-tó, 1546 méter magasan, és az ország legmagasabb csúcsa, az Ararát-hegy, 5137 méterrel. Itt ered az ország három fő folyója, az Araksz, mely a Kaszpi-tengerbe ömlik, az Eufrátesz és a Tigris, mely az Eufráteszbe ömlik Irak területén. Több kisebb folyam is található, melyek többsége a Fekete-tengerbe torkollik.
A Délkelet-anatóliai régió (Güneydoğu Anadolu) délre fekszik az ún. Anti-Toros–hegységtől. Dombvidékek és síkságok váltják egymást a területen, mely Szíriáig nyúlik. Búzát és árpát termesztenek itt.
A kelet- és délkelet-anatóliai terület a hivatalosan nem elismert Kurdisztán része, a lakosok jelentős része is kurd származású. A kurdok erőfeszítései ellenére a török kormány nem hajlandó autonómiát adni a kurdoknak, így Kurdisztán létezését sem ismeri el.